# قبة

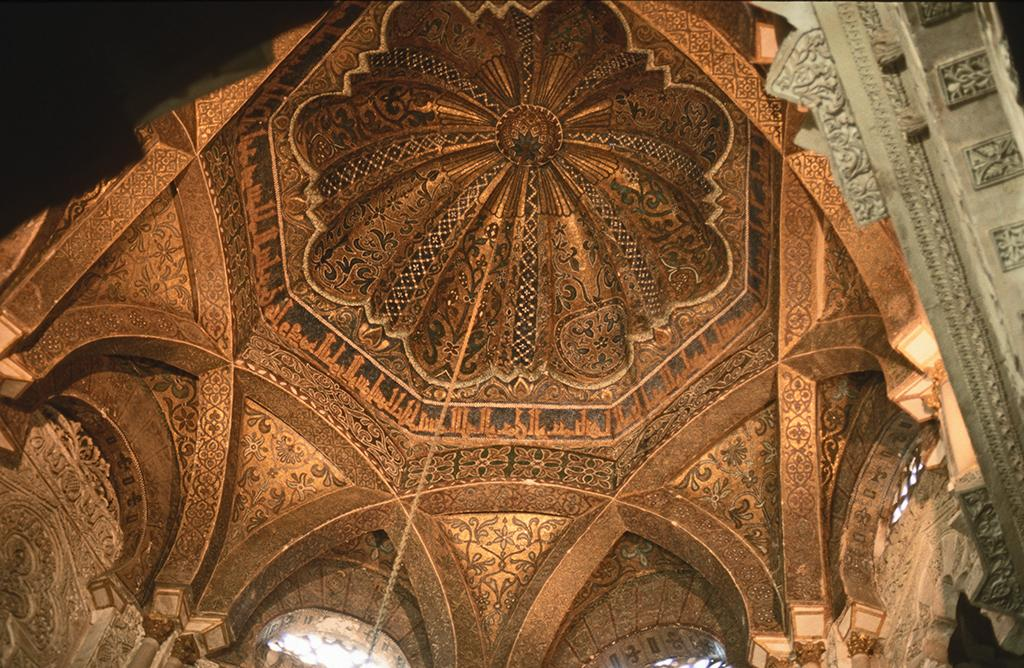
قبة جامع قرطبة, في الأندلس من الداخل.

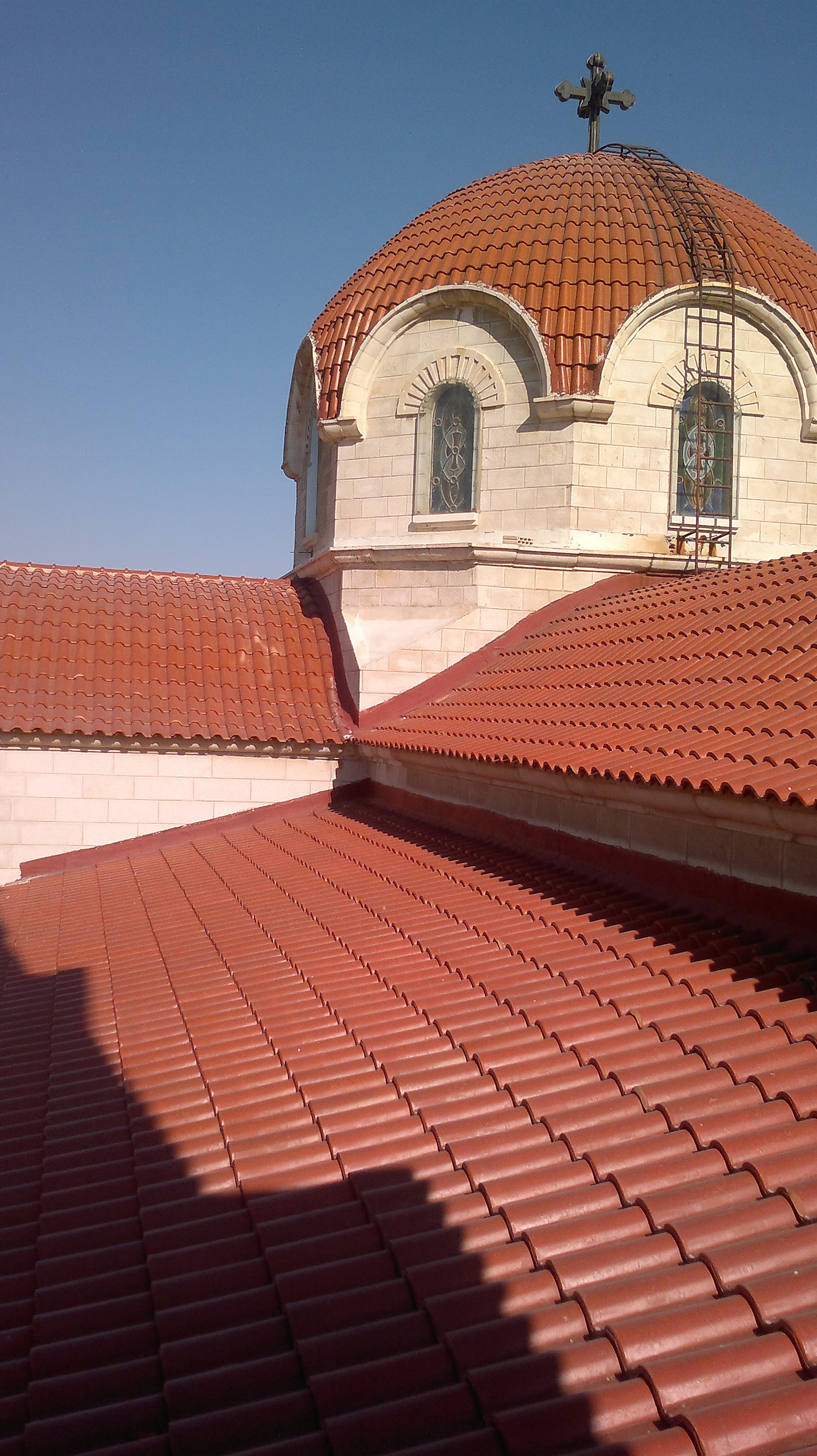
قبة كنيسة في حي عبدون بعمّان الأردن.

القبة نوع من الأقبية التي تستخدم للتسقيف وهي بأبسط أشكالها عبارة عن نصف كرة مجوفة تقف على أعمدة أو جدران ومصنوعة من مواد مختلفة. وتعتبر القبة عنصرا من عناصر العمارة الإسلامية.
كما تستعمل كلمة قبة للدلالة على بناية جنائزية مربعة ومغطاة بقبة.

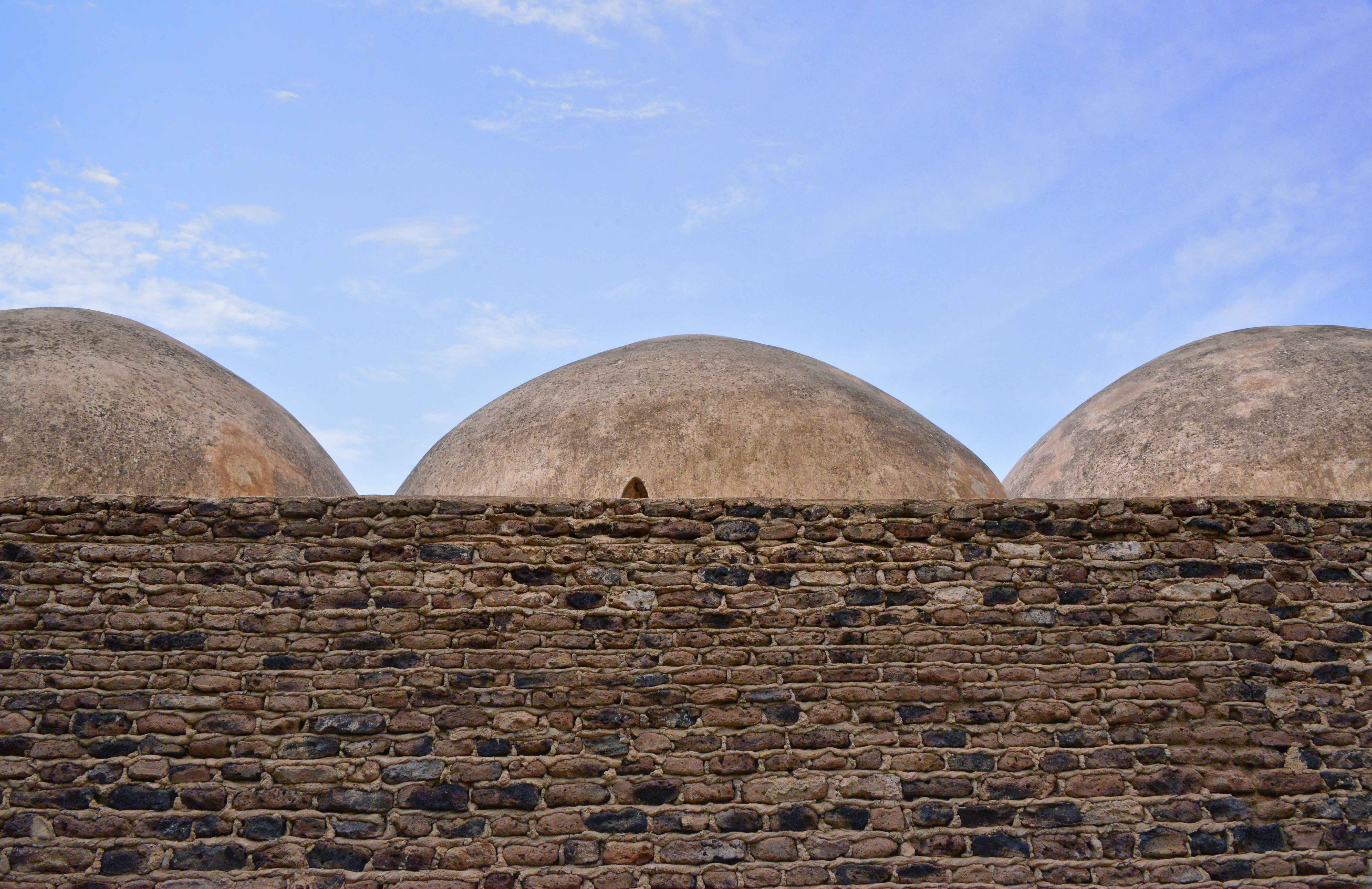
قباب في اليمن

## تاريخ القباب
كانت القباب عنصرًا مميزًا في العمارة الرومانية القديمة منذ العصور الوسطى وخلال فترة الإمبراطورية البيزنطية. كان للعمارة تأثير واسع على أساليب تلك الفترة وما جاء من بعدها، من العمارة الروسية والعثمانية وحتى عمارة عصر النهضة الايطالية وحركات الإحياء المعمارية الحديثة. عادة ما يكون شكل القباب نصف كروي، ولكن عُرفت أشكال أخرى كالقباب المثمنة أو المقطعة، وقد تطور شكل القباب ووظيفتها وهيكلها على مر العصور. من أمثلة القباب الرائدة القباب فوق جدران الروطن وهي حجرة دائرية يتوسط سقفها فتحة الأوكولوس الدائرية التي تؤمن التهوية وتسمح بمرور الضوء (تُسمى باللاتينية أوكولوس، أي عين). انتشرت الحنية الكروية في الفترة البيزنطية، لتساعد بتثبيت القباب المراد إنشاؤها فوق الحجرات المربعة.
عرفت القباب بشكلها البدائي قبل الإسلام فكانت إما صغيرة وتتكون من قطعة واحدة أو مبنية بعدة طبقات مركبة، أما بعد الإسلام فبدأ استخدام القبب الحقيقية ذات الهيكل الداخلي المتصل والموحد. وأول القباب في المنطقة العربية كانت مبنية بالطوب في منطقة الجزيرة الفراتية في شرق سورية وشمال العراق وذلك في الألفية الرابعة قبل الميلاد (القرن الأربعين قبل الميلاد)، قبل الحضارة السومرية. وكانت تستخدم لتسقيف الأكواخ الطينية والمخازن والقبور. بعد ذلك تطور استخدام القباب بتطور مواد البناء حين شاع استخدام الطابوق والحجر على أيدي الأمم التي توالت على المنطقة.
وظلت المعرفة بالقبب في تلك المنطقة حتى انتقلت إلى الإغريق وأول ما استخدمه الإغريق كان في المقابر على شكل قباب منحدرة مدببة، كونها كانت جديدة على بيئتهم البنائية التي استغنت عنها بخامة الحجر، وذلك باستعمال أسلوب الأطر الحجرية (عمود- جسر) الذي برع به الكنعانيون والمصرين. وفيما عدا ذلك لم تحض القباب بأهمية كبرى في العمارة اليونانية القديمة، ولم تتطور لديهم، حتى جاء الرومان.
يقول الباحث السوري عبد المعطي خضر أن الرومان تعلموا استخدام القباب من المعماريون الشاميين الذين اشتهروا بقطع الأحجار ونحتها وبناءها بشكل محكم فاستخدموها وطوروها ثم أضافوا موادا جديدة للبناء (مادة تشبه الخرسانة).
ونجد اليوم أقدم ذكر لتلك الموائمة في القبة الخشبية الموجودة في كنيسة القديس سمعان التي يعود إنشاؤها إلى عام 500 م، ومن أشهر الطرازات في استخدام القبب قبل الإسلام استخدام المناذرة لثلاث قبب في أبنيتهم مثل قصر الخورنق. ولكن عند بناء قبة الصخرة عام 692 م، وهي من أوائل القبب الإسلامية بنيت بالنظام الإسلامي البحت المتطور. وهكذا فان القبة تحولت من تغطية للحجرات المدورة في العراق القديم بسبب سهولة الانتقال من الدائرة للدائرة، لكنها خلقت إشكالا حينما وظفت في المسقط المربع للحجرات، واقتضت إيجاد حلول للانتقال من زوايا المربع إلى المثمن والذي شكل رقبة (طنبور) القبة تباعا، فجيء بحلين أحدهما شامي بالمثلثات الكروية والثاني عراقي بالمقرنصات البدائية، تبعا لما تسمح به خامة البناء (الحجر أو الطابوق) والتي نسبت كعادتها لتسميات (بيزنطية وساسانية). ومن الجدير ذكره أن قرى الجزيرة الفراتية تبني بيوتها بالقباب.
عندما بنى النبي محمد مسجده في المدينة المنورة، كان سقفه من السعف المحمول على جذوع النخيل، وظل الحال على ذلك فيما بني من مساجد ولم تكن القبة قد دخلت بناء المساجد.
أما أول قبة بنيت في الإسلام فهي قبة مسجد الصخرة المشرفة في القدس التي بناها الخليفة الأموي عبد الملك بن مروان عام 72 هجرية.
وتسنى للمسلمين أن ينقلوا أعرافها إلى المغرب العربي والأندلس، ونجد اليوم مثلا جميلا لمدينة وادي سوف (ولاية الوادي) في شرق الجزائر التي تشكل القباب العنصر الأساس في تسقيف حجراتها. وما زال القوم يطلقون في المشرق وبعض المغرب على الحجرة أو الغرفة اسم قبة.

## وصف القباب

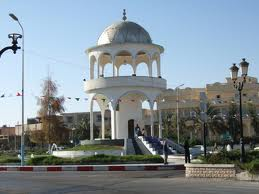
من مركز مدينة وادي سوف ولاية الواديالقبة

يمكن اعتبارها قوس متكرر وملتف حول وسطه، فالقبة لها قدرة كبيرة على تحمل الأحمال الإنشائية ويمكن مدها على مساحة واسعة. في حالة كون القاعدة التي ترتكز عليها القبة مدورة تنتقل الأحمال إلى القاعدة مباشرة. إذا كانت القاعدة مربعة، يجب أن تنشر الأحمال باستخدام وسائل إنشائية مثل المقرنصات وغيرها.
نادرا ما تكون القبة كروية تماما، فأشكال القباب تختلف حسب مواد البناء المستخدمة، والتقنية المتوفرة، والطرز المعماري السائد وغيرها من المؤثرات.
فهناك القباب المستديرة والمضلعة والمؤلفة من دور واحد أو دورين أو أكثر، وهناك القباب ذات الزخارف الدقيقة، والأخرى المغطاة بصفائح مطلية بالذهب أو الرصاص.

## القباب الذهبية

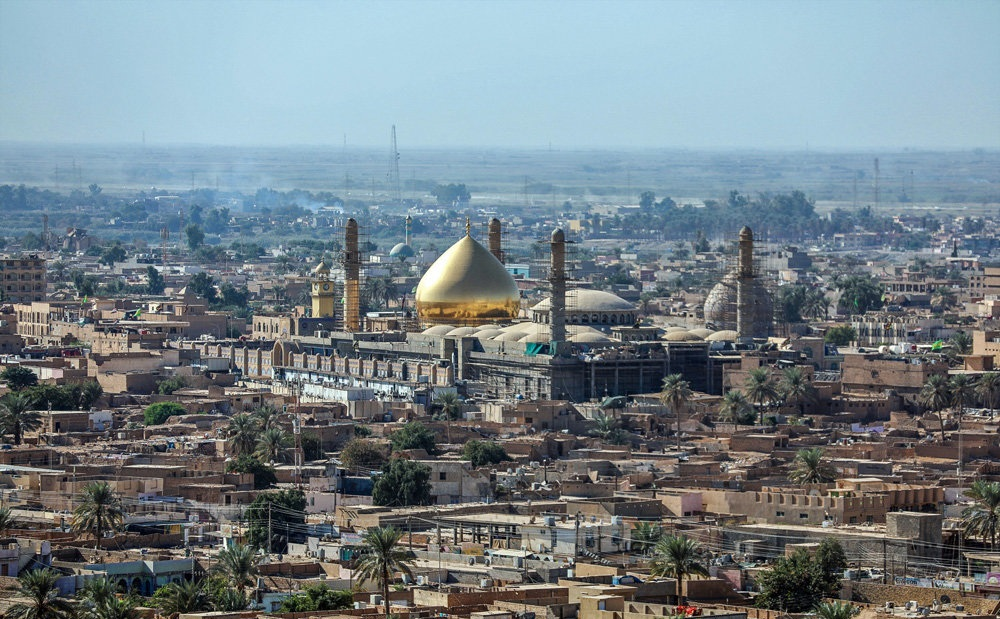
قبة الذهبية للعتبة العسكرية من مدينة سامراء

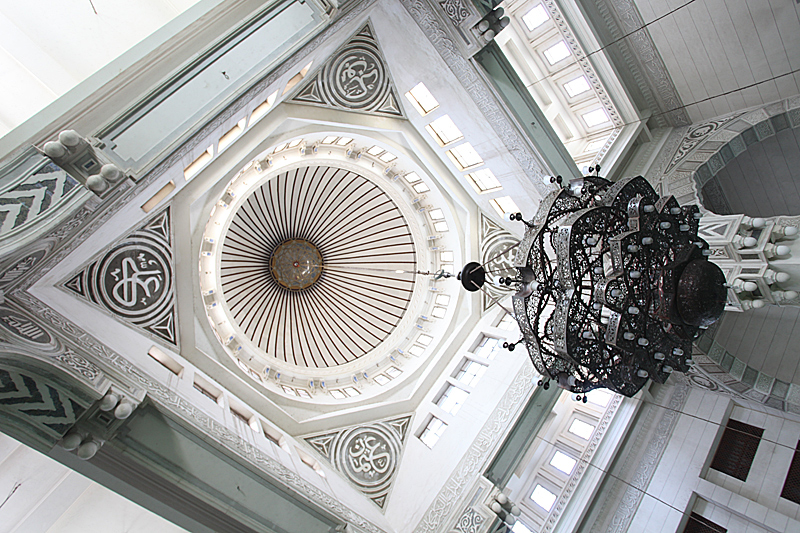
قبة جامع النور بالقاهرة من الداخل

تطلى القباب بقطع الذهب وسبائك الذهب وهي منتشرة في عدد من البلاد الإسلامية في فلسطين والعراق وإيران، أشهرها على الإطلاق قبة الصخرة في فلسطين. أما في العراق الذي هو بلد القباب الذهبية التي بنيت على أضرحة الأولياء وأئمة المسلمين، وتعد قبة أمير المؤمنين أعلى قباب الأئمة من آل البيت عليهم السلام وأعظمها دقة وأكثرها تنسيقا وأنضرها بهاءً، إذ يبلغ ارتفاعها من القاعدة إلى فوق الرأس المخروط خمسة وثلاثين مترا ومحيط قاعدتها خمسين مترا وقطرها ستة عشر مترا (1).
وذكر الرحالة «نيبور» في عام 1765 م – وهو أقرب تاريخ لتذهيب القبة أي بعد مرور اثنتين وعشرين سنة – يقول: ((ليس هناك في أي مبنى في العالم سقف أثمن من هذا السقف)). إذا أضيفت قاعدة القبة إلى أرضية الصحن الشريف، فإن الارتفاع يبلغ اثنين وأربعين مترا. وقد استخدم الإسطرلاب في تعيين ارتفاع القبتين الداخلية والخارجية في اليوم الحادي عشر من جمادي الثانية عام 1367 هـ على يد الشيخ مرتضى الكيلاني النجفي (3).
ويضفي ارتفاع القبة الشريفة للزائر بهجة وسرورا وخاصة عندما يبصرها من مسافة بعيدة وهو في طريقه إلى مدينة النجف. وقد أشار إلى ذلك الدكتور علي الوردي بقوله: (والواقع، إن تذهيب المرقد في النجف كان ذا تأثير نفسي واجتماعي لا يستهان به، فالنجف كما لا يخفى تقع على هضبة عالية، وعندما أخذت القبة المشيدة هناك تلمع تحت أشعة الشمس من جراء طلائها بالذهب صارت تشاهد من مسافات شاسعة في أقاصي الريف والبادية، وشرعت الأفئدة تنجذب إليها من مختلف الأرجاء وتهفو إليها النفوس)(4).
ووصف الشيخ علي الشرقي القبة الشريفة بقوله: ((إذا أقبلنا على النجف، فأول ما يلوح للمقبل على النجف شعلة نور يكونها توهج شمس النهار على شمس من ذهب، وهي تلك القبة الإبريزية المتوفرة على أبراج سود، ووضعته الهندسية وضعة أسد رابض يطوف مدينة راكبة على متن الوادي متمتمة بأنف البرية وجمال الربى، يدخل القاصد تلك المدينة وينصرف توا إلى المشهد))(5).
وذكرت مجلة (السفير) في عددها الثلاثين الصادر في 18 ديسمبر 1928 م، أن للقبة الشريفة من الخارج شكلاً قلما يوجد له نظير بين قباب الأضرحة، والمساجد أيضاً، في العالم كله6). وأشار إلى هذا الوصف الدقيق للقبة الشريفة الرحالة (بايلر) في عام 1790 م حينما قال: «فمن المؤكد أن الناظر إليها عن بعد يراها تلمع وتتوهج. إن هذا المكان هو محط تكريم المؤمنين وتقديسهم»، وهذا الوصف يلتقي مع ما وصفه المؤرخون والباحثون قديمهم وحديثهم.
وفوق ضريح الإمامين الهادي والعسكري، ترتفع القبة الكبيرة، وتقوم هذه القبة على رقبة بارتفاع متر واحد. أما ارتفاع القبة نفسها فيبلغ أربعة وستين متراً، ومحيطها 68 متراً، وقطرها 22 متراً، وتتميز هذه القبة بأنها مكسوة بالذهب، حيث يبلغ عدد الطابوق المطلي بالذهب 7200 طابوقة، وتعتبر أكبر قبة مذهبة في العالم الإسلامي.

## معرض الصور

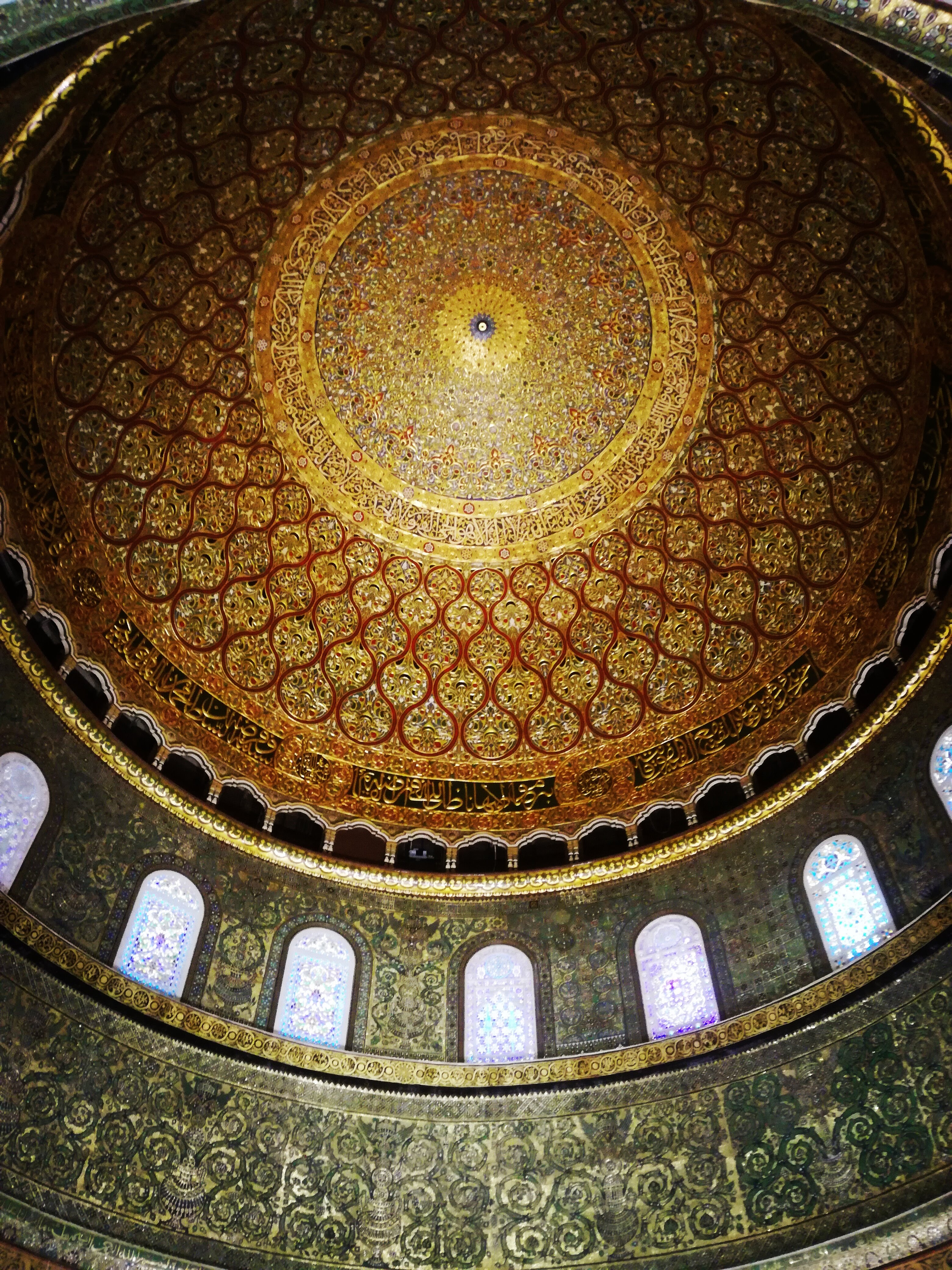
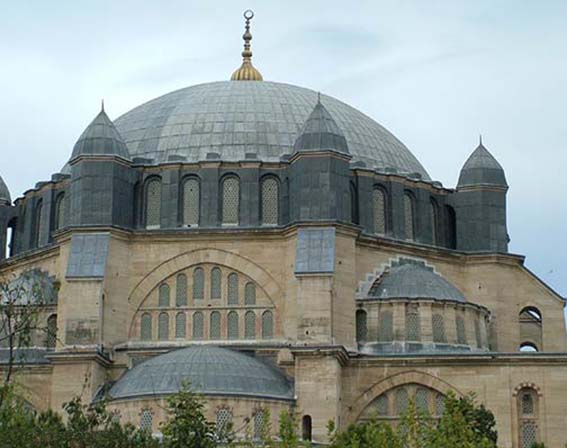
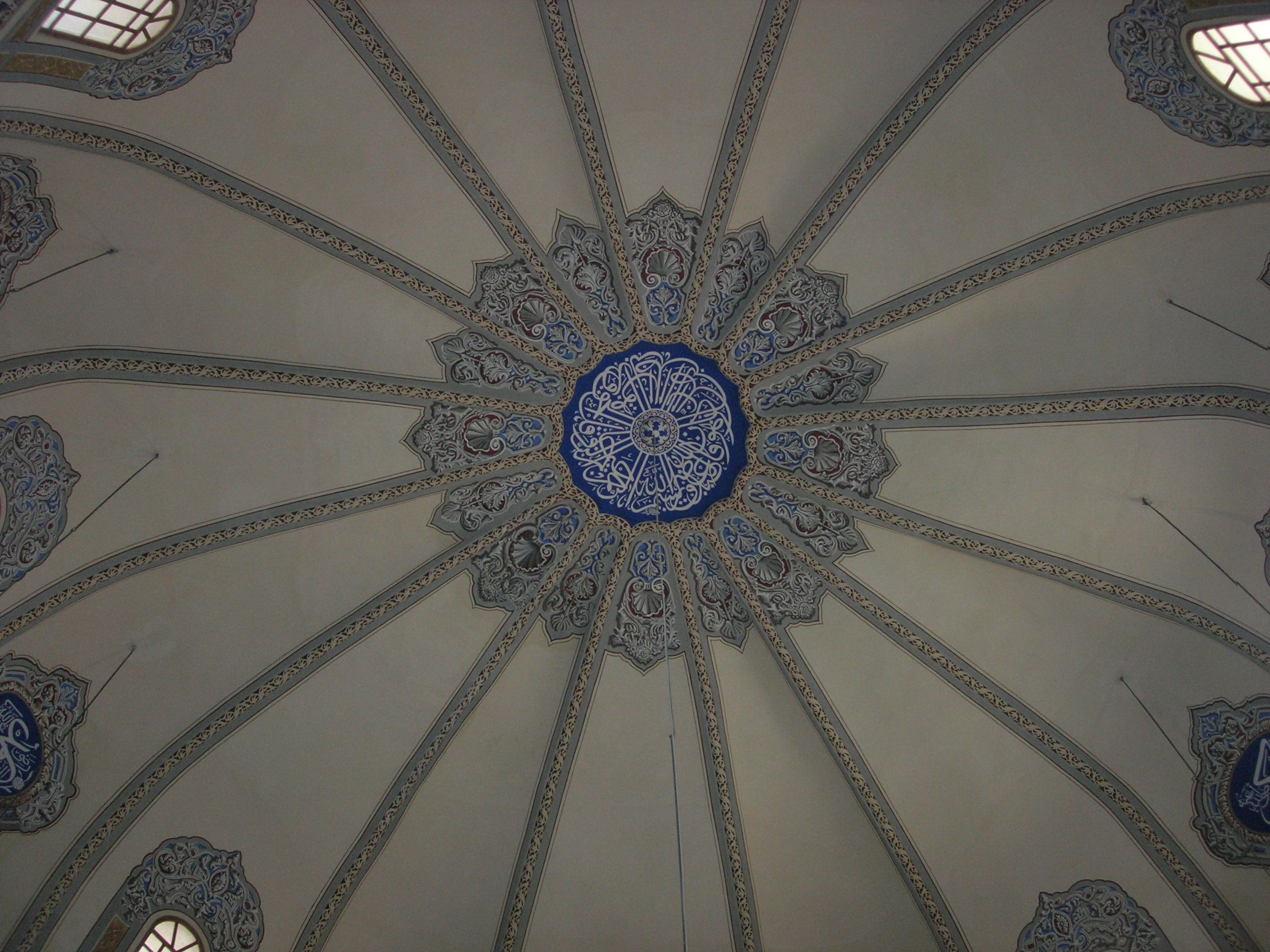
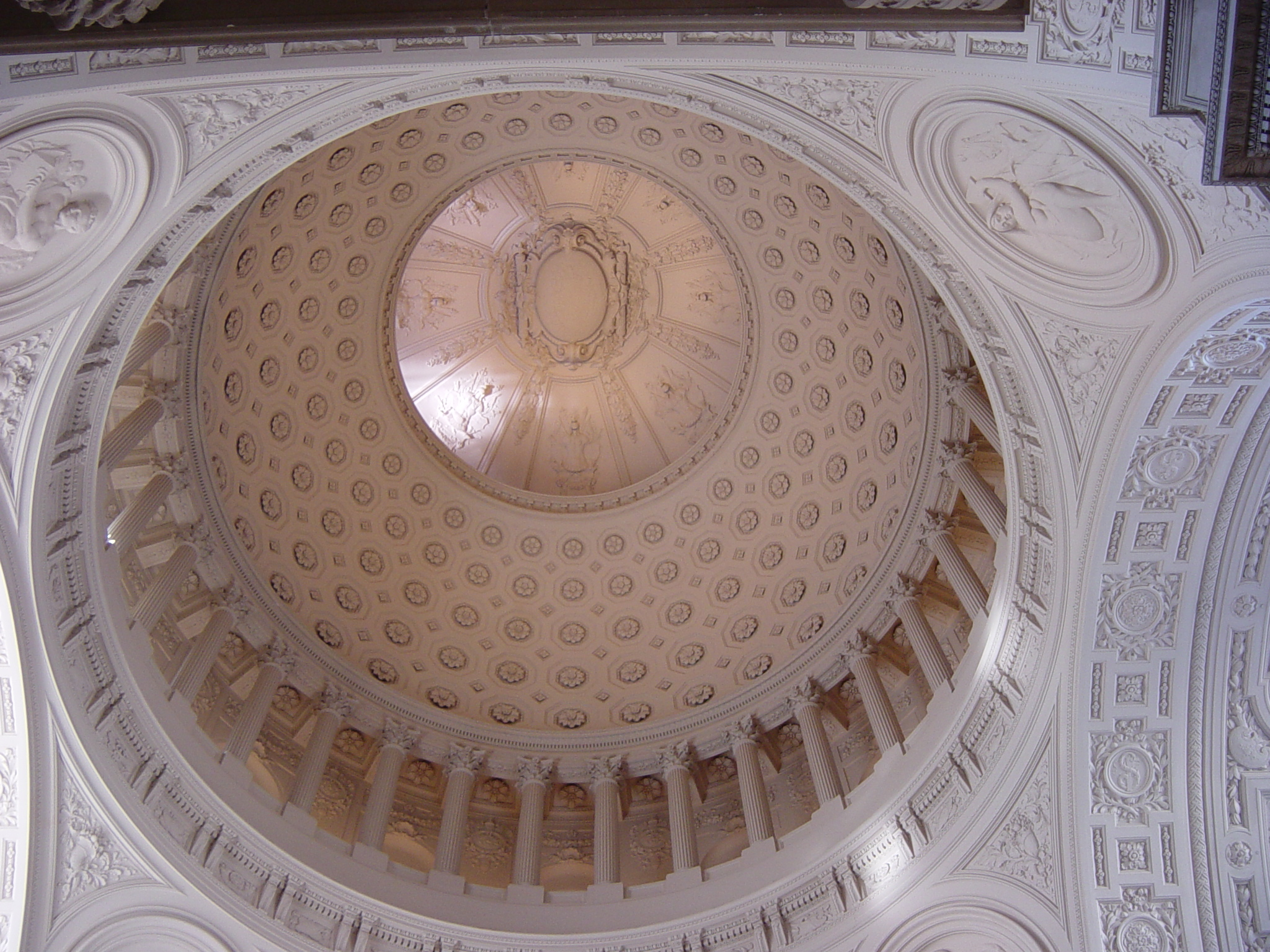
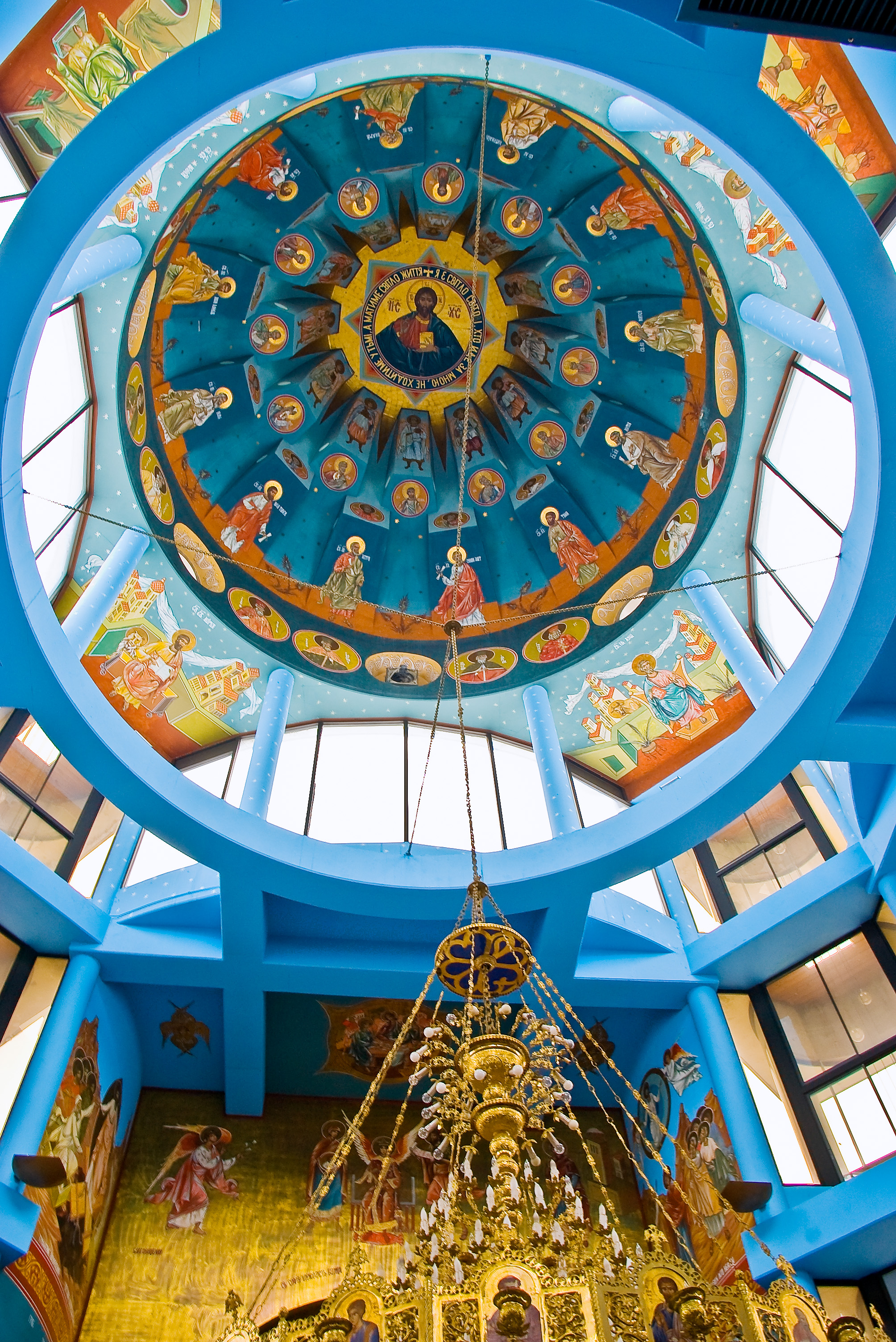
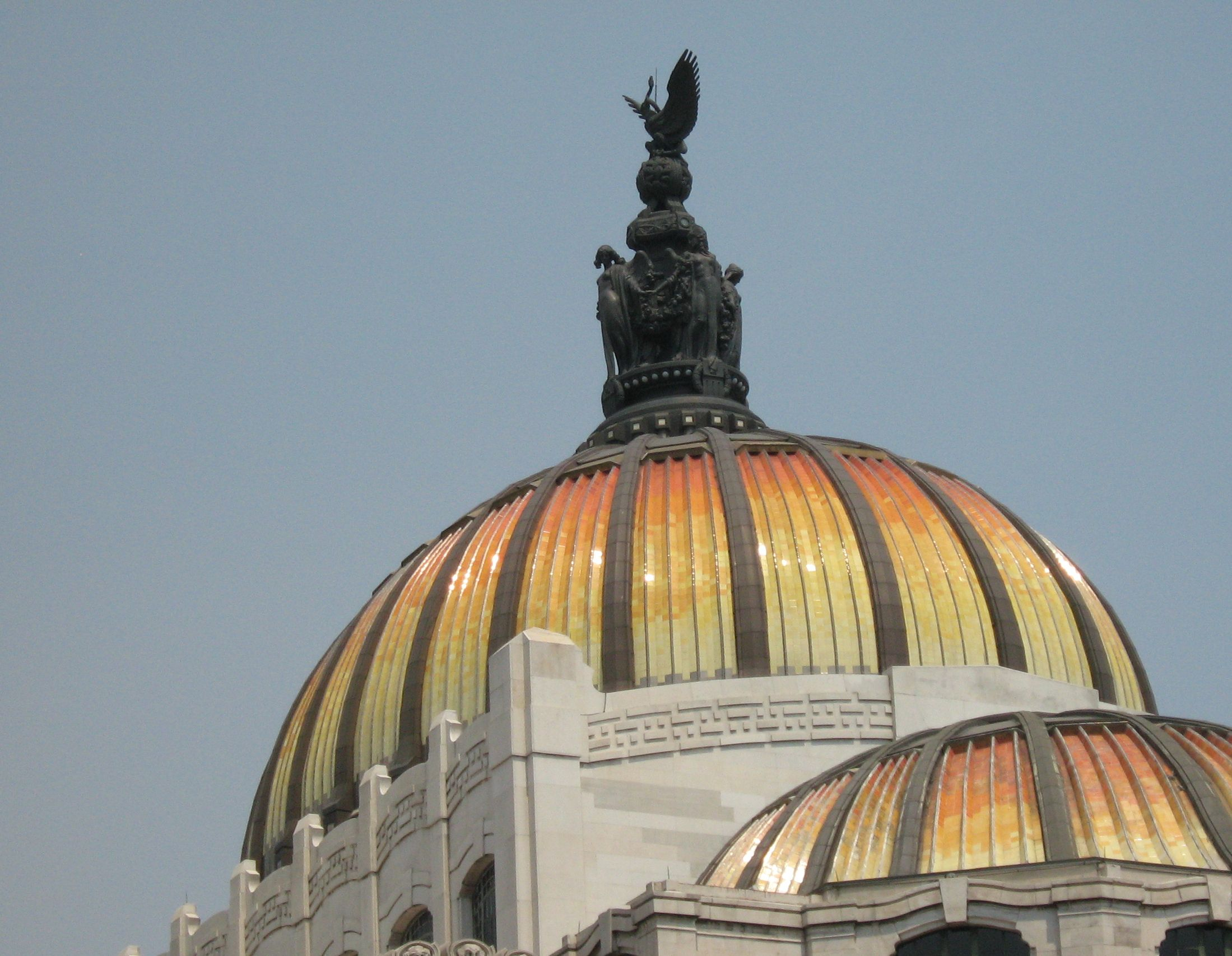
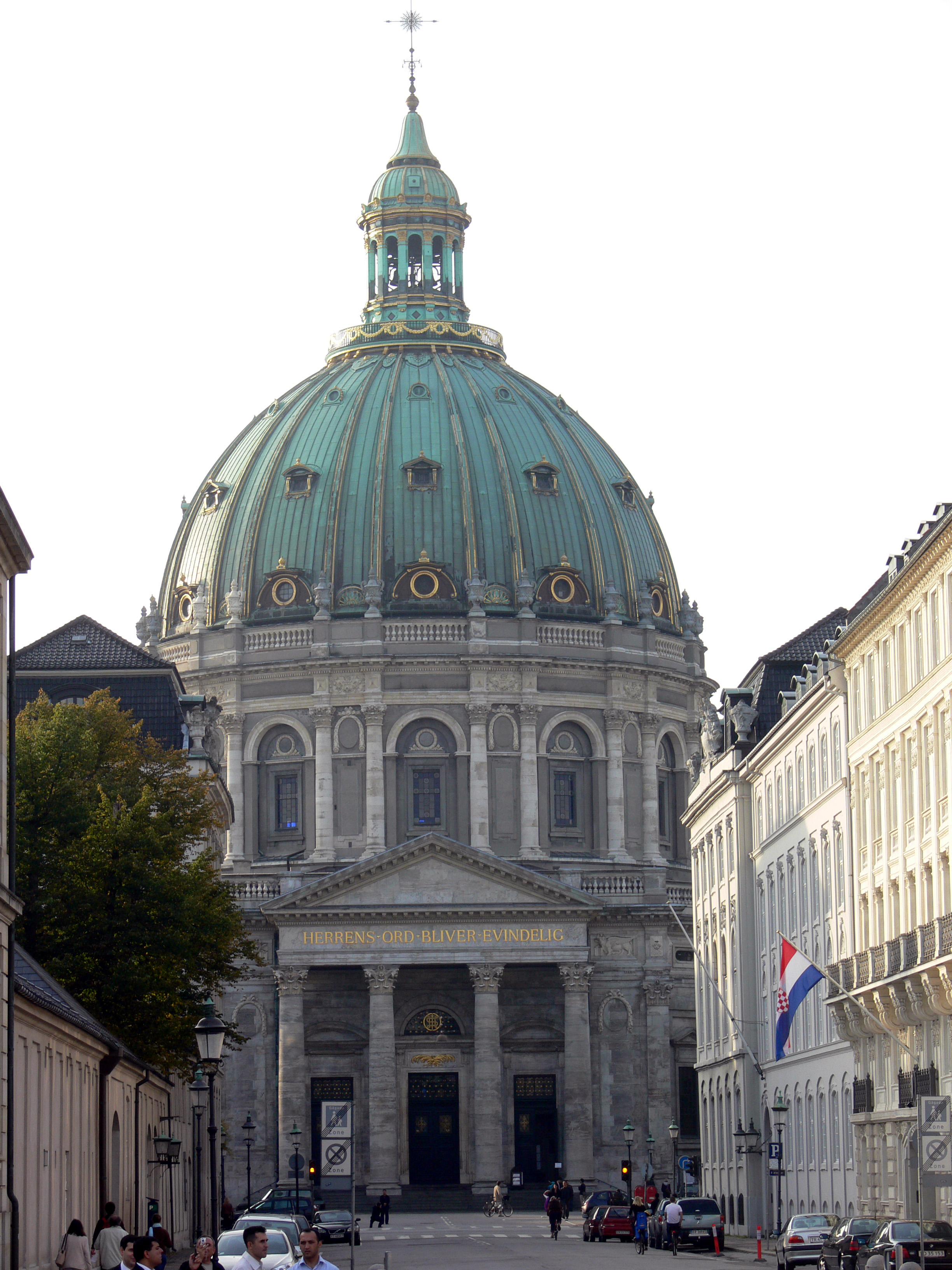
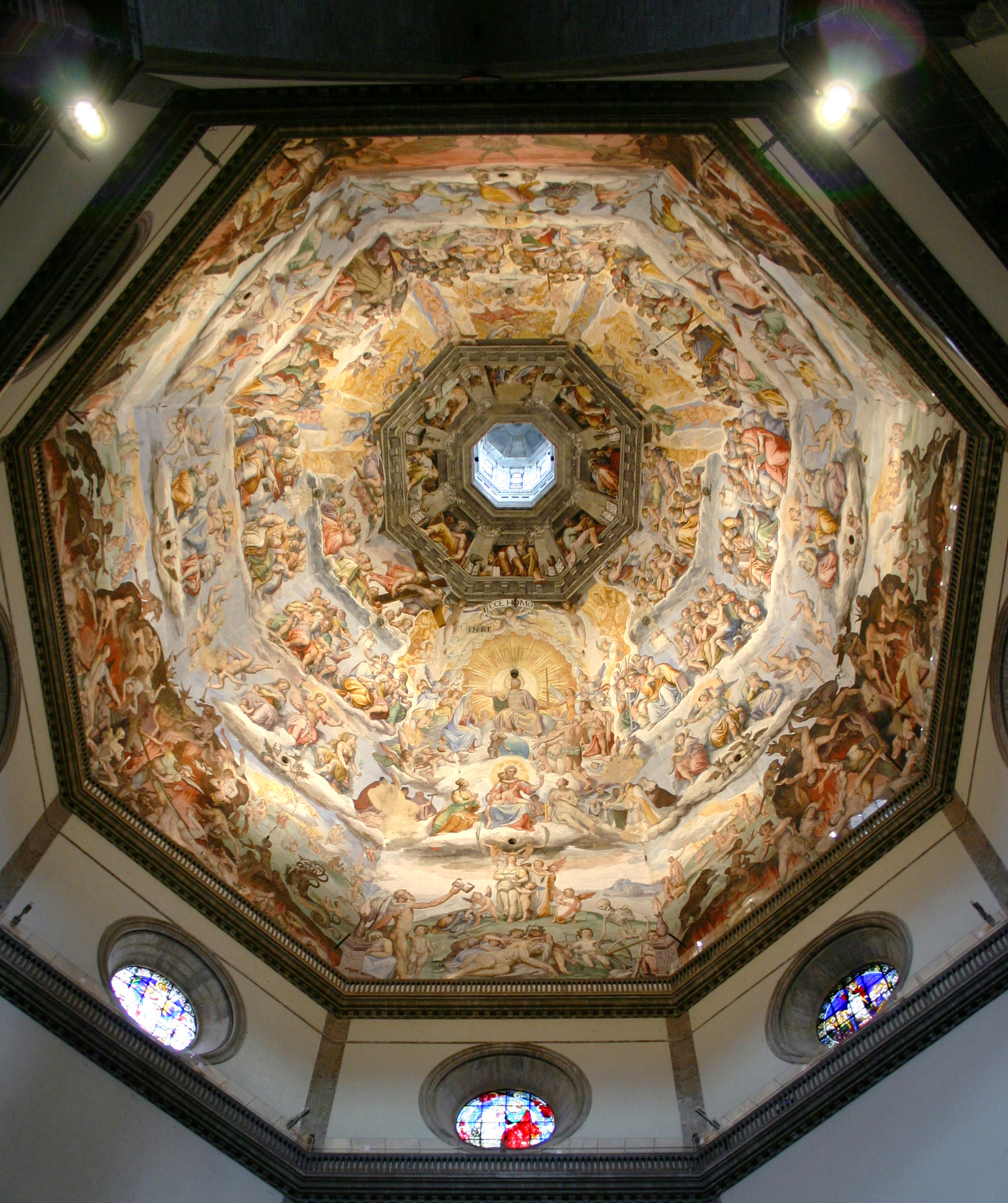
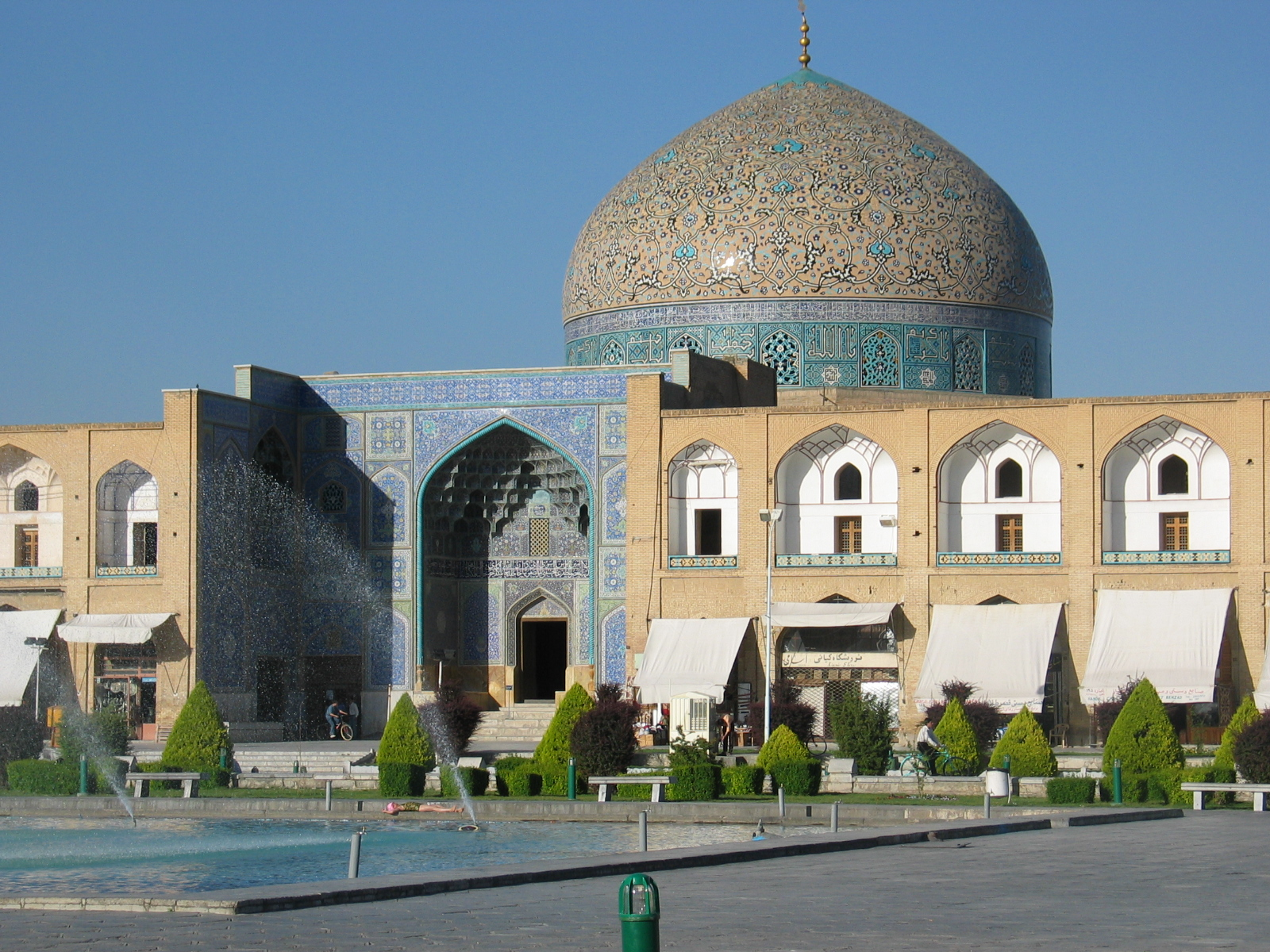
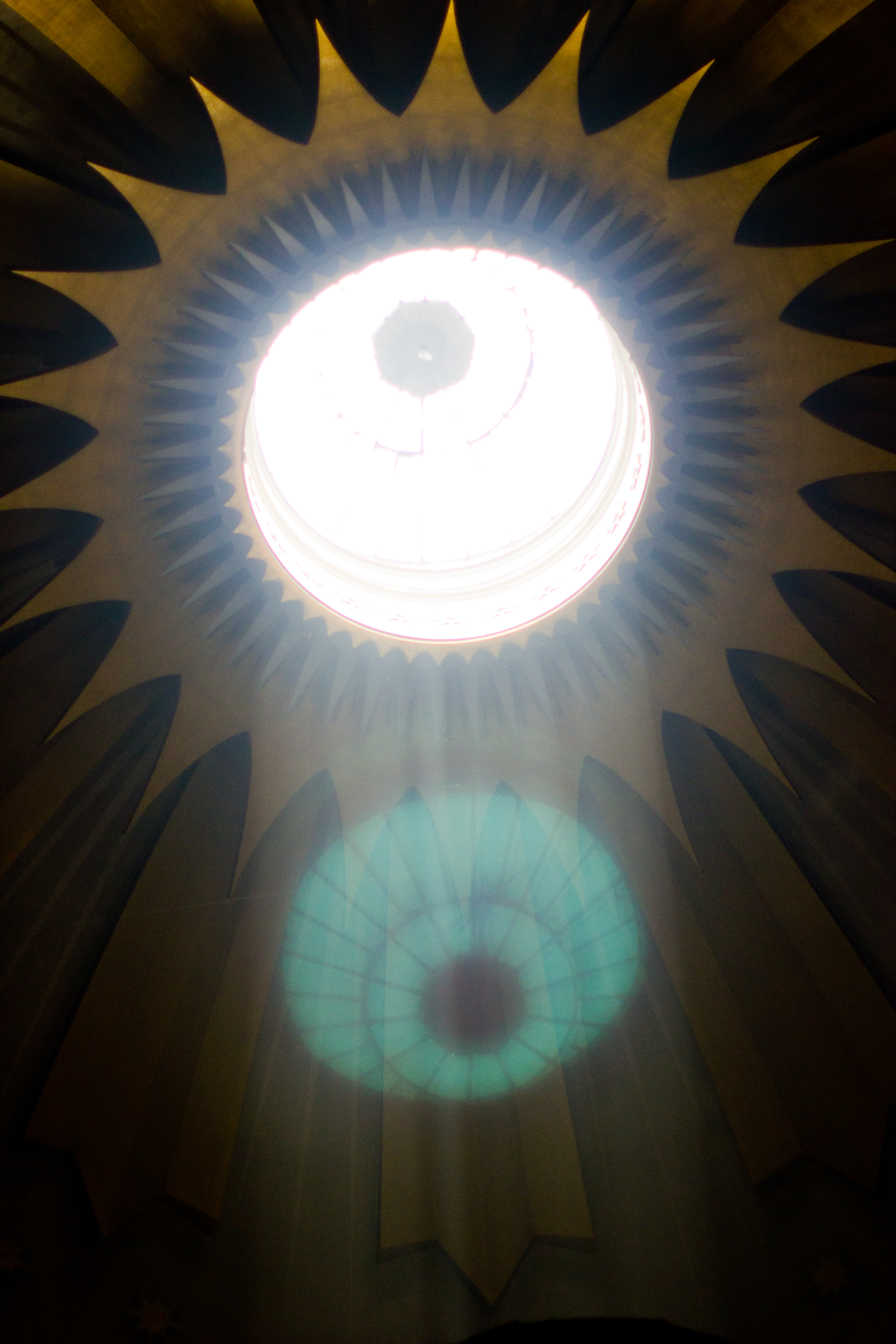
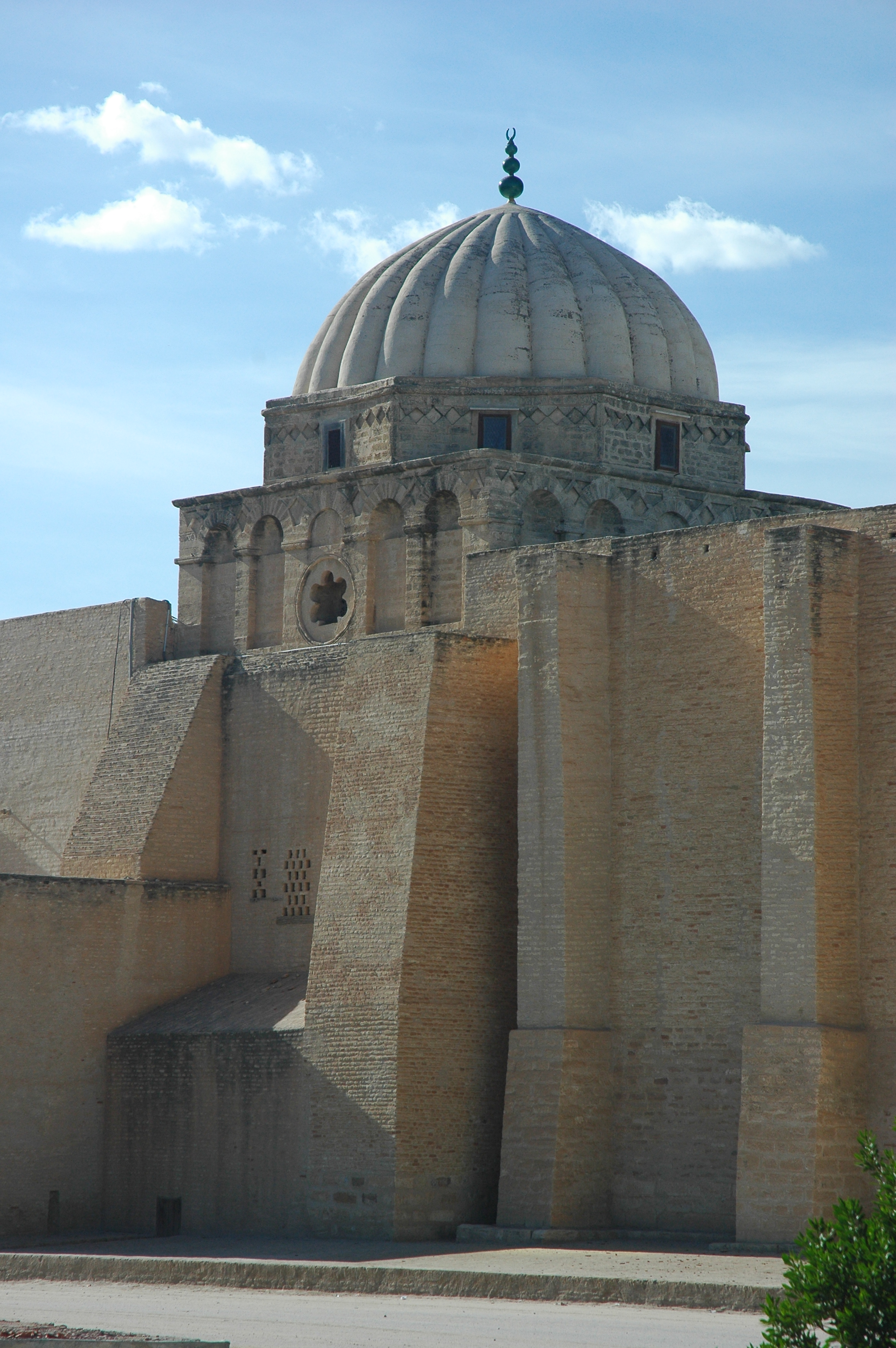
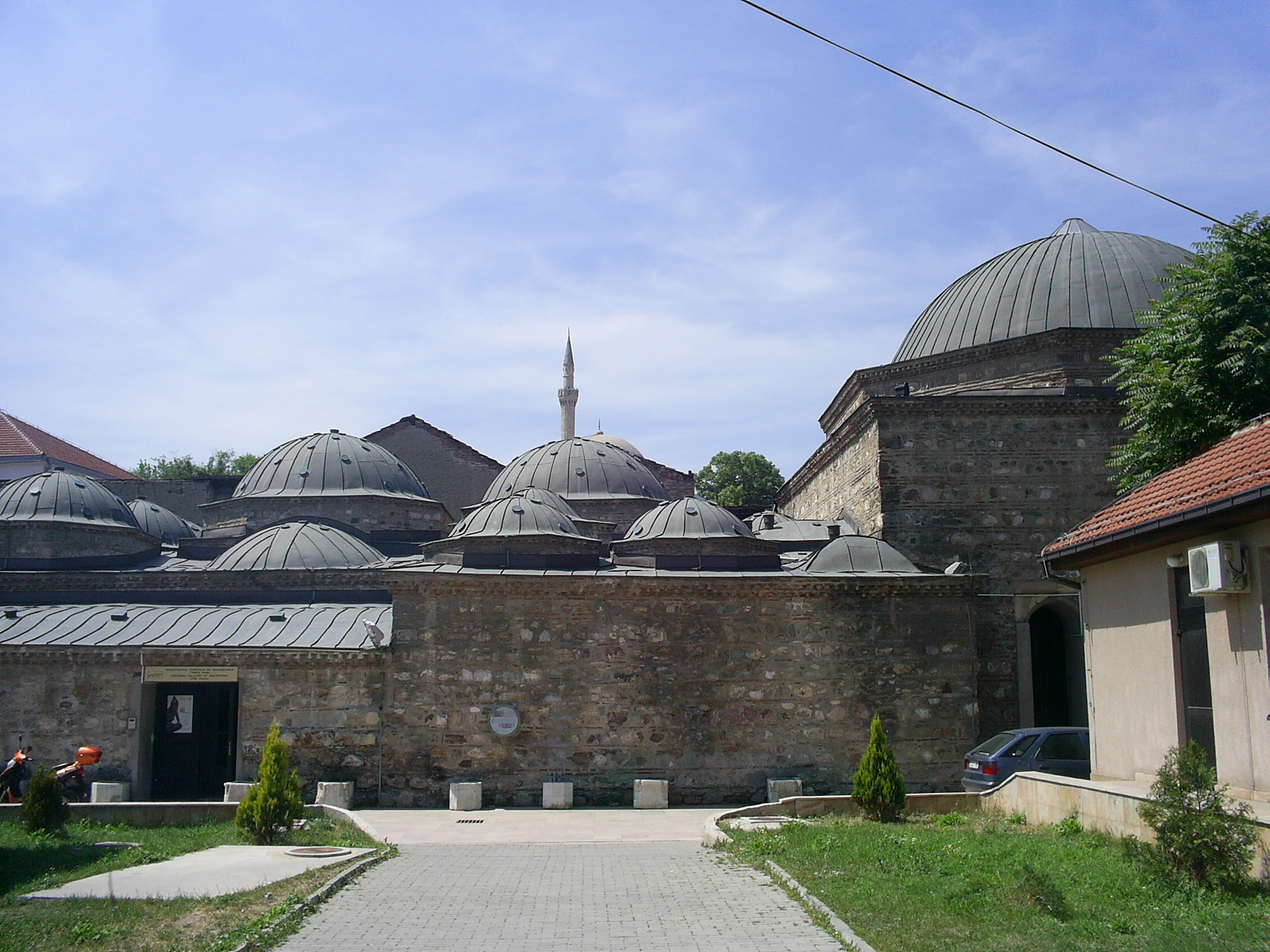
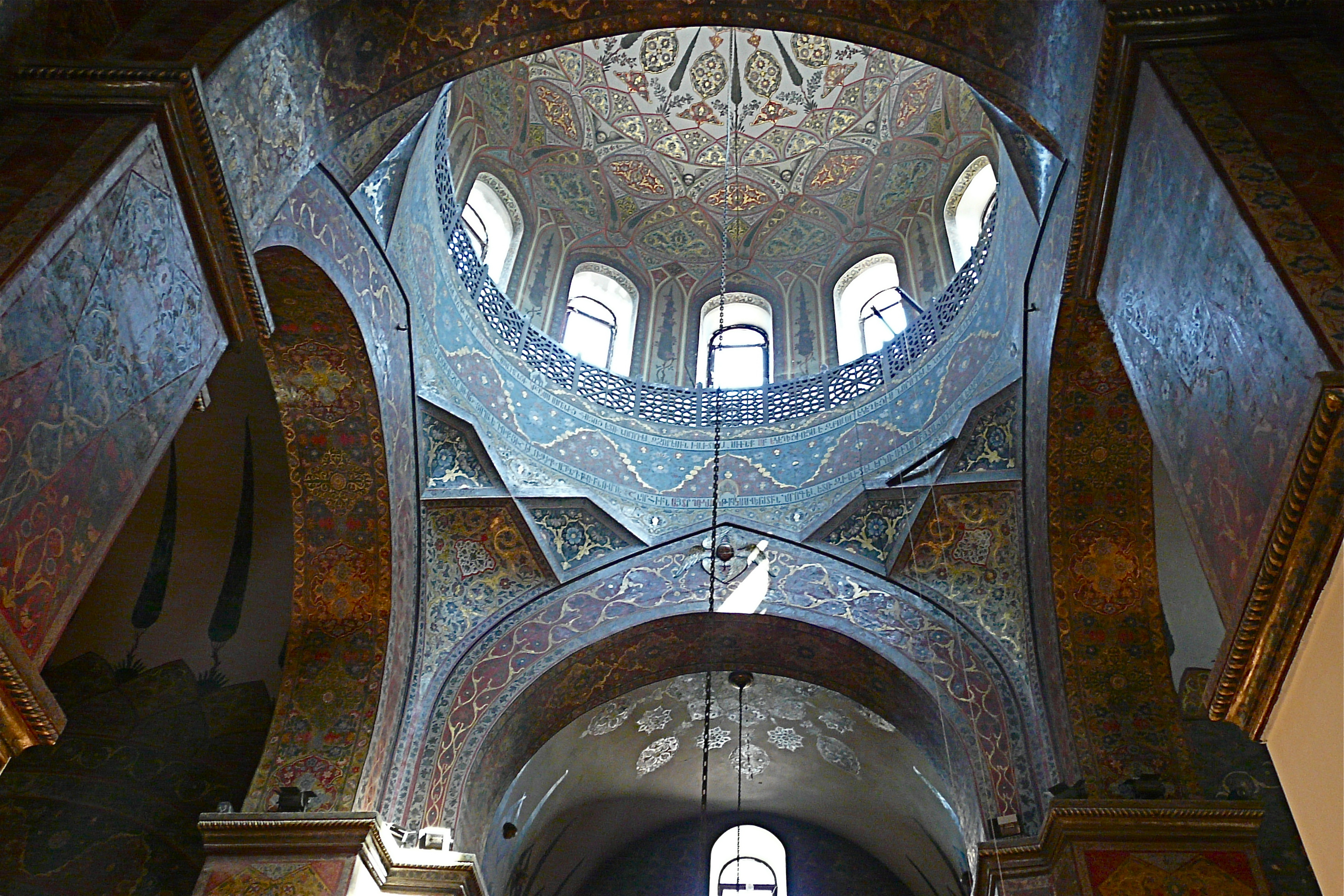
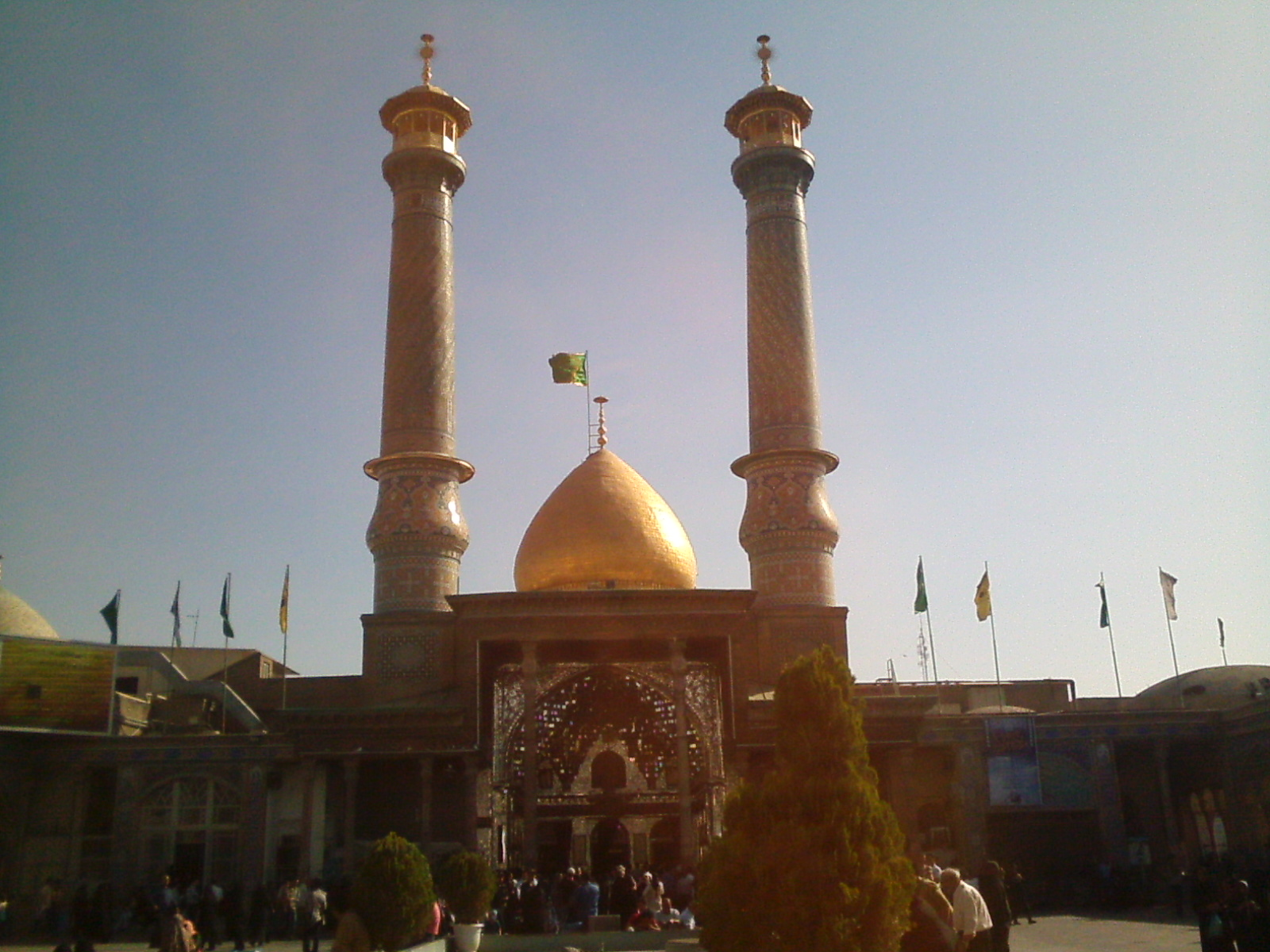
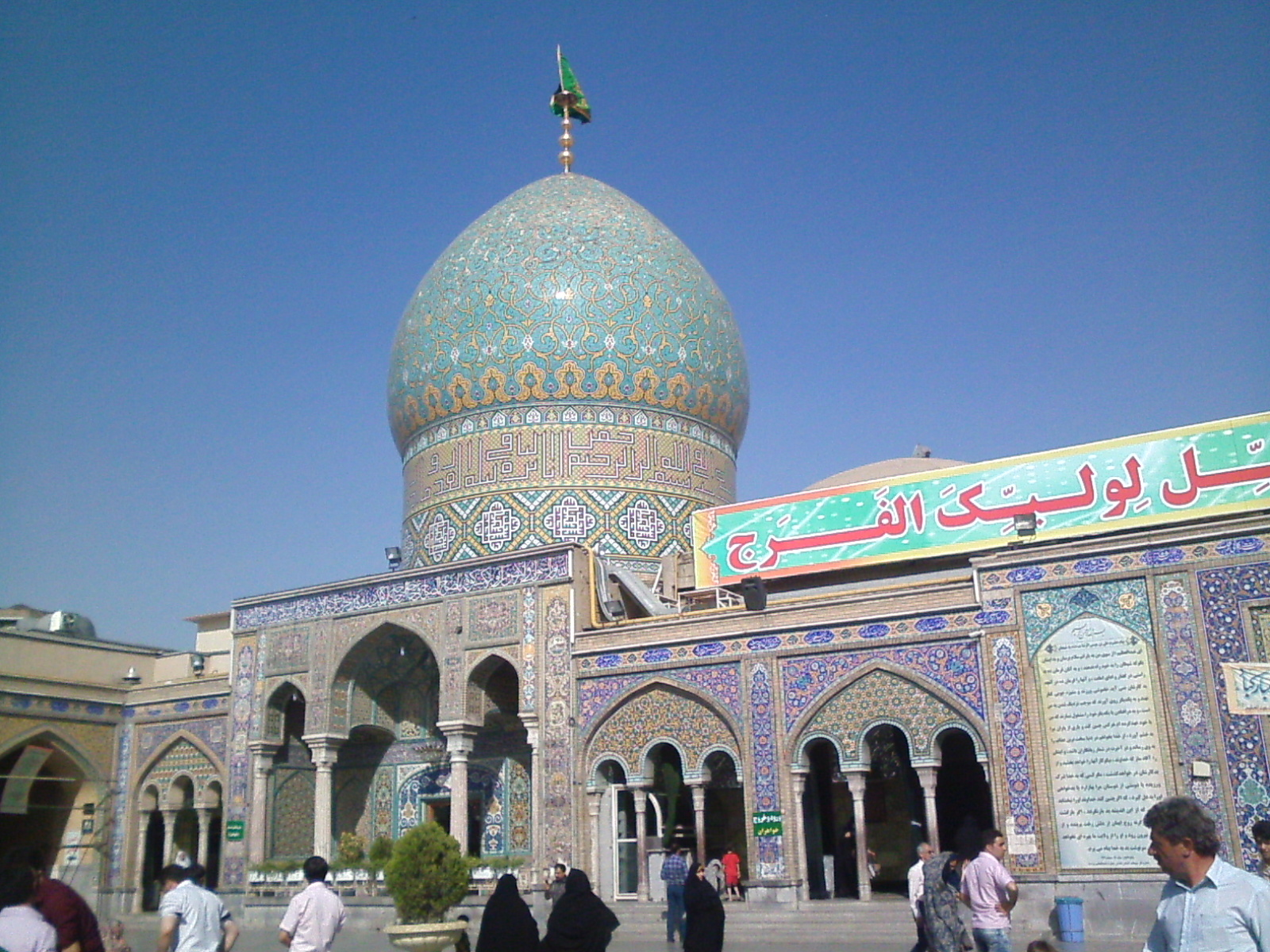
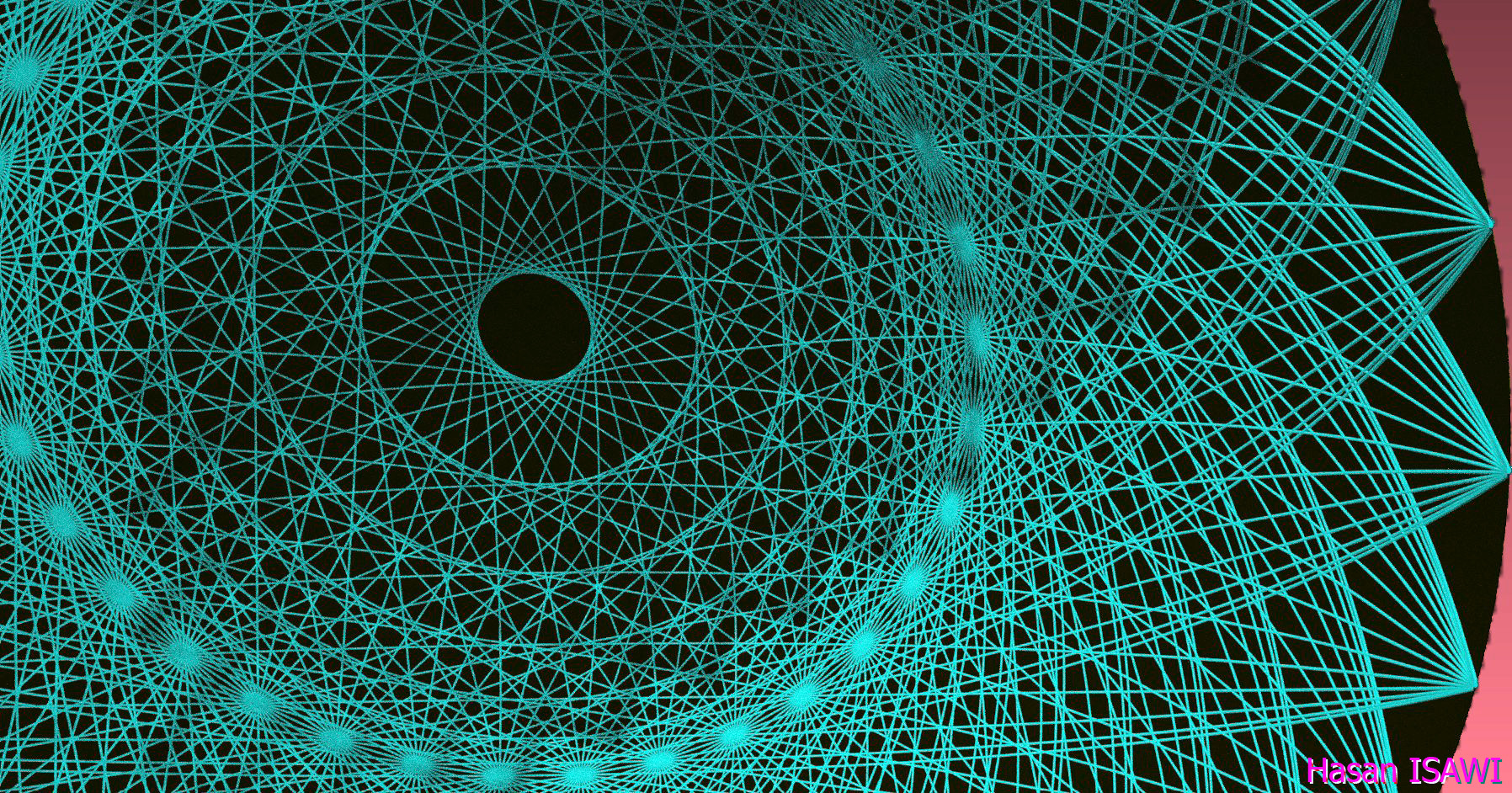
نموذج لقبة كروية تم نمذجتها بواسطة سلسلة قطبية من الدوائر
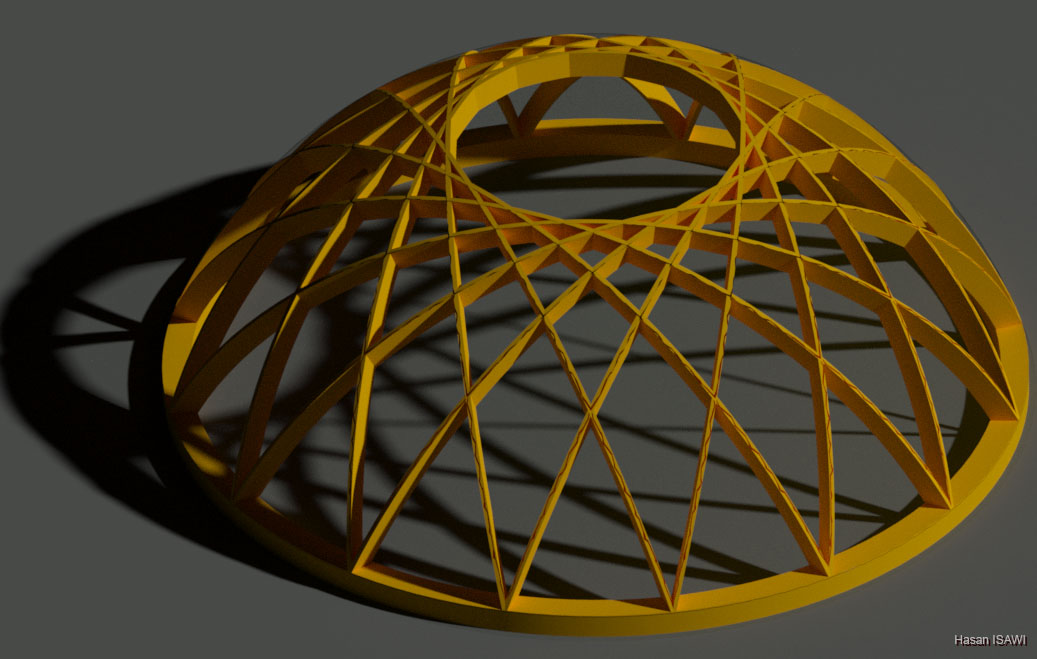
نموذج رقمي لهيكل قبة كروية مبني بسلسلة قطبية من المقاطع المائلة على المحور الرأسي
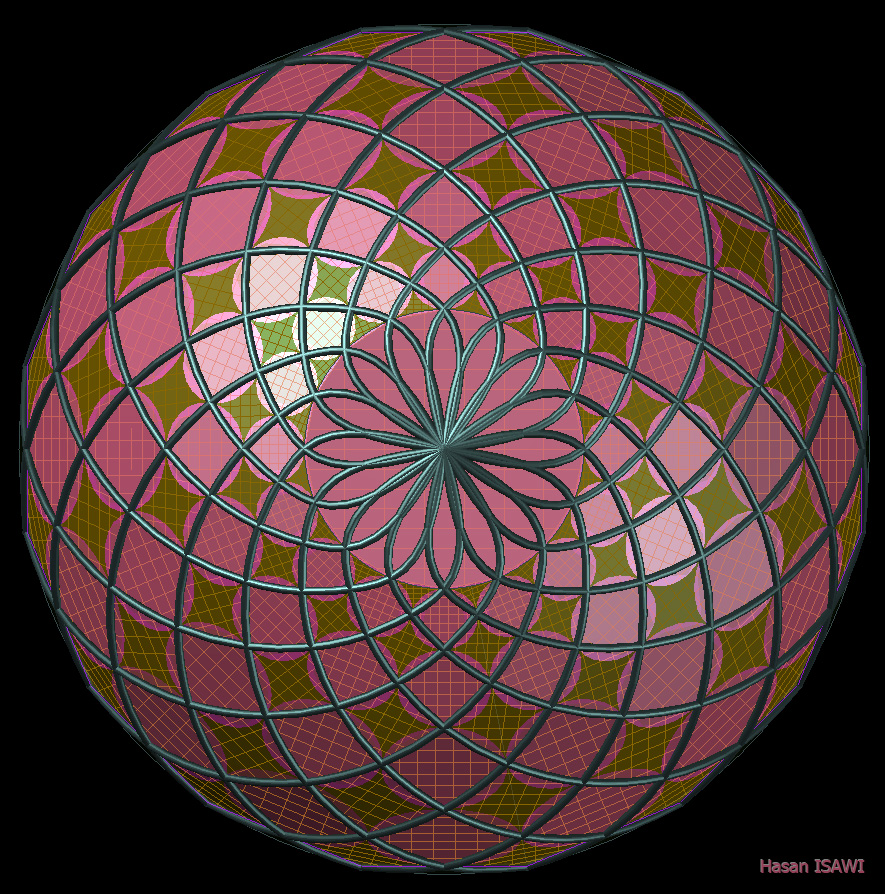
شبكة من الرباعيات المستوية ذات الاتجاه الحلزوني على قبة كروية

## مواضيع ذات علاقة
- قبة صغيرة
- قبو
- عقد
- سقف
- عقادة
- روطن
- أوكولوس
- حنية كروية

## روابط خارجية
- 2- العناصر المنحنية السطح/ الموسوعة العربية/ المجلد الخامس>> العلوم التطبيقية>> الهندسة>> البناء (هيكل)